# Zeilen op de Olympische Jeugdzomerspelen 2010
Zeilen is een van de olympische sporten die beoefend worden tijdens de Olympische Jeugdzomerspelen 2010 in Singapore. De wedstrijden vinden plaats van 17 tot en met 25 augustus. De onderdelen worden georganiseerd in het National Sailing Centre. Zowel bij de jongens als de meisjes wordt er gezeild in de Byte CII (eenpersoons Dinghy) en op de plank (Techno293).

## Deelnemers
De deelnemers moeten in 1994 of 1995 geboren zijn. Het aantal deelnemers is door het IOC op 50 jongens en 50 meisjes gesteld, 20 op de plank, 30 in de boot. Per land mogen één jongen en één meisje meedoen.
Startplaatsen konden door een land gewonnen worden tijdens het wereldkampioenschap of het mondiale open kwalificatietoernooi en zes continentale kwalificatietoernooien. Op het mondiale toernooi verdienen de beste drie op de plank en de beste zes in de boot een startplaats voor hun land. Bij de continentale toernooien waren 13 startplaatsen op de plank en 20 in de boot te verdienen, waarbij het aantal per continent op voorhand was bepaald. Het gastland mocht één jongen en één meisje inschrijven. Veertien landen werden aangewezen door het IOC en de International Sailing Federation waarbij er voor werd gezorgd dat uiteindelijk elk land ten minste vier sporters kon laten deelnemen aan de Jeugdspelen.
Bovendien gold dat per land het totale aantal sporters, bekeken over alle individuele sporten en het basketbal tijdens deze Jeugdspelen, is beperkt tot 70.

## Kalender
| Augustus | 14 | 15 | 16 | 17 | 18 | 19 | 20 | 21 | 22 | 23 | 24 | 25 | 26 |
| -------- | -- | -- | -- | -- | -- | -- | -- | -- | -- | -- | -- | -- | -- |
| Zeilen   |    |    |    |    |    |    |    |    |    |    |    | 4  |    |

|  | Competitie |  | Finale |

## Medailles

### Jongens
| Discipline  | Goud | Goud        | Zilver | Zilver                   | Brons | Brons            |
| ----------- | ---- | ----------- | ------ | ------------------------ | ----- | ---------------- |
| Dinghy      | ISV  | Ian Barrows | GER    | Florian Haufe            | AHO   | Just van Aanholt |
| Plankzeilen | ISR  | Mayan Rafic | HKG    | Chun Leung Michael Cheng | GBR   | Kieran Martin    |

### Meisjes
| Discipline  | Goud | Goud                   | Zilver | Zilver               | Brons | Brons               |
| ----------- | ---- | ---------------------- | ------ | -------------------- | ----- | ------------------- |
| Dinghy      | AUT  | Lara Vadlan            | NED    | Daphne van der Vaart | GER   | Constanze Stolz     |
| Plankzeilen | THA  | Siripon Kaewduang-Ngam | ITA    | Veronica Fanciulli   | SIN   | Audrey Pei Lin Yong |

### Medailleklassement
| Plaats | Land                        | NOC    | Goud | Zilver | Brons | Totaal |
| ------ | --------------------------- | ------ | ---- | ------ | ----- | ------ |
| 1      | Israël                      | ISR    | 1    | 0      | 0     | 1      |
| 1      | Amerikaanse Maagdeneilanden | ISV    | 1    | 0      | 0     | 1      |
| 1      | Oostenrijk                  | AUT    | 1    | 0      | 0     | 1      |
| 1      | Thailand                    | THA    | 1    | 0      | 0     | 1      |
| 5      | Duitsland                   | GER    | 0    | 1      | 1     | 2      |
| 6      | Hongkong                    | HKG    | 0    | 1      | 0     | 1      |
| 6      | Italië                      | ITA    | 0    | 1      | 0     | 1      |
| 6      | Nederland                   | NED    | 0    | 1      | 0     | 1      |
| 9      | Groot-Brittannië            | GBR    | 0    | 0      | 1     | 1      |
| 9      | Nederlandse Antillen        | AHO    | 0    | 0      | 1     | 1      |
| 9      | Singapore                   | SIN    | 0    | 0      | 1     | 1      |
| Totaal | Totaal                      | Totaal | 4    | 4      | 4     | 12     |